# Lekše
Lekše je priimek več znanih Slovencev:

## Znani nosilci priimka
- Barbara Lekše (*1979), avtorica slikanic, likovna pedagoginja
- Franc (Saleški) Lekše (1862 - 1928), duhovnik, publicist - narodopisec, jezikoslovec
- Gerhard »Gery« Lekše (*1968), spidvejist, trener
- Jože Lekše (1901 - 1978), zgodovinar (srednješolski prof.), etnograf, gobar, ljubiteljski kulturnik, inovator, literat ...
- Lene Lekše (*1995), likovna/vizualna umetnica, filmska animatorka...
- Nevenka Lekše, zdravstvena in humanitarna delavka (predsednica RKS OZ Ljubljana...)
- Tajda Lekše (*1965), (TV) voditeljica in moderatorka, fotografinja
- Tanja Lekše, citrarka